# Bodil Boserup
Bodil Boserup, née le 24 juin 1921 à Thisted et morte en 1995, est une personnalité politique danoise.